# Кооперативний мат
Кооперативний мат (англ. helpmate; нім. Hilfsmatt) — вид неортодоксальної шахової композиції.
У задачах на кооперативний мат починають чорні (якщо в умові не сказано інше) та допомагають білим оголосити мат чорному королю за певну кількість ходів, тобто чорні й білі діють узгоджено, «кооперативно», щоб виконати завдання. У цьому жанрі шахової композиції з метою розширення змісту вітається складання задач з кількома однорідними, ідейно однаковими розв'язаннями й декількома ілюзорними іграми. Також розширяють зміст кооперативного мату такі задачі як близнюк, коли нове розв'язання забезпечується шляхом незначної зміни початкової позиції (наприклад, перестановкою фігури, додаванням, зняттям або заміною фігури, поворотом шахівниці), і дуплекс, коли в одній і тій самій позиції кожна сторона виконує однакове завдання (сторони грають кооперативно спочатку щоб дати мат чорним, потім щоб дати мат білим).

## Історія
Першу задачу на кооперативний мат придумав Макс Ланге 1854 року (M. Lange, Schachzeitung 1854, № 12, с. 453). Першу повноцінну кооперативну триходівку склав 1860 року Семюель Лойд, який запропонував починати розв'язання з ходу чорних. Переможець першого конкурсу задач на кооперативний мат (Dubuque Chess Journal (США) 1870 — 1871) — Вільям Шінкман. Досить поширеними задачі на кооперативний мат стали в 20-х рр. XX століття завдяки роботам Томаса Доусона. Українську назву «кооперативний мат», через посередництво російської мови, запропонував 1926 року М. Нейман, він же ввів у практику складання кооперативних матів з декількома розв'язаннями. У СРСР першу задачу на кооперативний мат склав Сергій Камінер і опублікував її 1927 року. До появи комп'ютерів цей вид шахової композиції було дуже важко складати: через те, що сторони грають спільно й існують численні розгалуження, часто існував непередбачений автором спосіб розв'язування. Останнім часом, у зв'язку з широким застосуванням комп'ютерних програм для розв'язування шахових задач, кооперативний мат став найпопулярнішим жанром шахової композиції.

## Нотація
Нині для кооперативних матів зазвичай використовують наступні позначення: спочатку вказують латинську літеру « h » (англ. help-; нім. hilfs-), потім знак мату« # », потім кількість ходів задачі. Наприклад, « h#2  » означає «кооперативний мат за 2 ходи».
Щоб показати наявність ілюзорною гри зазвичай використовують знак « *  ».  Якщо задача має кілька ілюзорних ігор, ставлять відповідну кількість зірочок. Наприклад, запис « h#2** » означає «кооперативний мат за 2 ходи з одним розв'язанням   і двома ілюзорними іграми».

## Приклади
|   | a | b | c | d | e | f | g | h |   |
| 8 | g8 чорний король · h8 біла тура · e7 чорний пішак · g7 чорний пішак · b6 чорний пішак · e6 білий пішак · g6 білий пішак · b5 білий пішак · e5 чорний пішак · b4 білий пішак · e4 білий пішак · b3 білий пішак · e3 чорний пішак · g3 чорний пішак · e2 білий пішак · g2 білий пішак · f1 білий слон · g1 білий король | g8 чорний король · h8 біла тура · e7 чорний пішак · g7 чорний пішак · b6 чорний пішак · e6 білий пішак · g6 білий пішак · b5 білий пішак · e5 чорний пішак · b4 білий пішак · e4 білий пішак · b3 білий пішак · e3 чорний пішак · g3 чорний пішак · e2 білий пішак · g2 білий пішак · f1 білий слон · g1 білий король | g8 чорний король · h8 біла тура · e7 чорний пішак · g7 чорний пішак · b6 чорний пішак · e6 білий пішак · g6 білий пішак · b5 білий пішак · e5 чорний пішак · b4 білий пішак · e4 білий пішак · b3 білий пішак · e3 чорний пішак · g3 чорний пішак · e2 білий пішак · g2 білий пішак · f1 білий слон · g1 білий король | g8 чорний король · h8 біла тура · e7 чорний пішак · g7 чорний пішак · b6 чорний пішак · e6 білий пішак · g6 білий пішак · b5 білий пішак · e5 чорний пішак · b4 білий пішак · e4 білий пішак · b3 білий пішак · e3 чорний пішак · g3 чорний пішак · e2 білий пішак · g2 білий пішак · f1 білий слон · g1 білий король | g8 чорний король · h8 біла тура · e7 чорний пішак · g7 чорний пішак · b6 чорний пішак · e6 білий пішак · g6 білий пішак · b5 білий пішак · e5 чорний пішак · b4 білий пішак · e4 білий пішак · b3 білий пішак · e3 чорний пішак · g3 чорний пішак · e2 білий пішак · g2 білий пішак · f1 білий слон · g1 білий король | g8 чорний король · h8 біла тура · e7 чорний пішак · g7 чорний пішак · b6 чорний пішак · e6 білий пішак · g6 білий пішак · b5 білий пішак · e5 чорний пішак · b4 білий пішак · e4 білий пішак · b3 білий пішак · e3 чорний пішак · g3 чорний пішак · e2 білий пішак · g2 білий пішак · f1 білий слон · g1 білий король | g8 чорний король · h8 біла тура · e7 чорний пішак · g7 чорний пішак · b6 чорний пішак · e6 білий пішак · g6 білий пішак · b5 білий пішак · e5 чорний пішак · b4 білий пішак · e4 білий пішак · b3 білий пішак · e3 чорний пішак · g3 чорний пішак · e2 білий пішак · g2 білий пішак · f1 білий слон · g1 білий король | g8 чорний король · h8 біла тура · e7 чорний пішак · g7 чорний пішак · b6 чорний пішак · e6 білий пішак · g6 білий пішак · b5 білий пішак · e5 чорний пішак · b4 білий пішак · e4 білий пішак · b3 білий пішак · e3 чорний пішак · g3 чорний пішак · e2 білий пішак · g2 білий пішак · f1 білий слон · g1 білий король | 8 |
| 7 | g8 чорний король · h8 біла тура · e7 чорний пішак · g7 чорний пішак · b6 чорний пішак · e6 білий пішак · g6 білий пішак · b5 білий пішак · e5 чорний пішак · b4 білий пішак · e4 білий пішак · b3 білий пішак · e3 чорний пішак · g3 чорний пішак · e2 білий пішак · g2 білий пішак · f1 білий слон · g1 білий король | g8 чорний король · h8 біла тура · e7 чорний пішак · g7 чорний пішак · b6 чорний пішак · e6 білий пішак · g6 білий пішак · b5 білий пішак · e5 чорний пішак · b4 білий пішак · e4 білий пішак · b3 білий пішак · e3 чорний пішак · g3 чорний пішак · e2 білий пішак · g2 білий пішак · f1 білий слон · g1 білий король | g8 чорний король · h8 біла тура · e7 чорний пішак · g7 чорний пішак · b6 чорний пішак · e6 білий пішак · g6 білий пішак · b5 білий пішак · e5 чорний пішак · b4 білий пішак · e4 білий пішак · b3 білий пішак · e3 чорний пішак · g3 чорний пішак · e2 білий пішак · g2 білий пішак · f1 білий слон · g1 білий король | g8 чорний король · h8 біла тура · e7 чорний пішак · g7 чорний пішак · b6 чорний пішак · e6 білий пішак · g6 білий пішак · b5 білий пішак · e5 чорний пішак · b4 білий пішак · e4 білий пішак · b3 білий пішак · e3 чорний пішак · g3 чорний пішак · e2 білий пішак · g2 білий пішак · f1 білий слон · g1 білий король | g8 чорний король · h8 біла тура · e7 чорний пішак · g7 чорний пішак · b6 чорний пішак · e6 білий пішак · g6 білий пішак · b5 білий пішак · e5 чорний пішак · b4 білий пішак · e4 білий пішак · b3 білий пішак · e3 чорний пішак · g3 чорний пішак · e2 білий пішак · g2 білий пішак · f1 білий слон · g1 білий король | g8 чорний король · h8 біла тура · e7 чорний пішак · g7 чорний пішак · b6 чорний пішак · e6 білий пішак · g6 білий пішак · b5 білий пішак · e5 чорний пішак · b4 білий пішак · e4 білий пішак · b3 білий пішак · e3 чорний пішак · g3 чорний пішак · e2 білий пішак · g2 білий пішак · f1 білий слон · g1 білий король | g8 чорний король · h8 біла тура · e7 чорний пішак · g7 чорний пішак · b6 чорний пішак · e6 білий пішак · g6 білий пішак · b5 білий пішак · e5 чорний пішак · b4 білий пішак · e4 білий пішак · b3 білий пішак · e3 чорний пішак · g3 чорний пішак · e2 білий пішак · g2 білий пішак · f1 білий слон · g1 білий король | g8 чорний король · h8 біла тура · e7 чорний пішак · g7 чорний пішак · b6 чорний пішак · e6 білий пішак · g6 білий пішак · b5 білий пішак · e5 чорний пішак · b4 білий пішак · e4 білий пішак · b3 білий пішак · e3 чорний пішак · g3 чорний пішак · e2 білий пішак · g2 білий пішак · f1 білий слон · g1 білий король | 7 |
| 6 | g8 чорний король · h8 біла тура · e7 чорний пішак · g7 чорний пішак · b6 чорний пішак · e6 білий пішак · g6 білий пішак · b5 білий пішак · e5 чорний пішак · b4 білий пішак · e4 білий пішак · b3 білий пішак · e3 чорний пішак · g3 чорний пішак · e2 білий пішак · g2 білий пішак · f1 білий слон · g1 білий король | g8 чорний король · h8 біла тура · e7 чорний пішак · g7 чорний пішак · b6 чорний пішак · e6 білий пішак · g6 білий пішак · b5 білий пішак · e5 чорний пішак · b4 білий пішак · e4 білий пішак · b3 білий пішак · e3 чорний пішак · g3 чорний пішак · e2 білий пішак · g2 білий пішак · f1 білий слон · g1 білий король | g8 чорний король · h8 біла тура · e7 чорний пішак · g7 чорний пішак · b6 чорний пішак · e6 білий пішак · g6 білий пішак · b5 білий пішак · e5 чорний пішак · b4 білий пішак · e4 білий пішак · b3 білий пішак · e3 чорний пішак · g3 чорний пішак · e2 білий пішак · g2 білий пішак · f1 білий слон · g1 білий король | g8 чорний король · h8 біла тура · e7 чорний пішак · g7 чорний пішак · b6 чорний пішак · e6 білий пішак · g6 білий пішак · b5 білий пішак · e5 чорний пішак · b4 білий пішак · e4 білий пішак · b3 білий пішак · e3 чорний пішак · g3 чорний пішак · e2 білий пішак · g2 білий пішак · f1 білий слон · g1 білий король | g8 чорний король · h8 біла тура · e7 чорний пішак · g7 чорний пішак · b6 чорний пішак · e6 білий пішак · g6 білий пішак · b5 білий пішак · e5 чорний пішак · b4 білий пішак · e4 білий пішак · b3 білий пішак · e3 чорний пішак · g3 чорний пішак · e2 білий пішак · g2 білий пішак · f1 білий слон · g1 білий король | g8 чорний король · h8 біла тура · e7 чорний пішак · g7 чорний пішак · b6 чорний пішак · e6 білий пішак · g6 білий пішак · b5 білий пішак · e5 чорний пішак · b4 білий пішак · e4 білий пішак · b3 білий пішак · e3 чорний пішак · g3 чорний пішак · e2 білий пішак · g2 білий пішак · f1 білий слон · g1 білий король | g8 чорний король · h8 біла тура · e7 чорний пішак · g7 чорний пішак · b6 чорний пішак · e6 білий пішак · g6 білий пішак · b5 білий пішак · e5 чорний пішак · b4 білий пішак · e4 білий пішак · b3 білий пішак · e3 чорний пішак · g3 чорний пішак · e2 білий пішак · g2 білий пішак · f1 білий слон · g1 білий король | g8 чорний король · h8 біла тура · e7 чорний пішак · g7 чорний пішак · b6 чорний пішак · e6 білий пішак · g6 білий пішак · b5 білий пішак · e5 чорний пішак · b4 білий пішак · e4 білий пішак · b3 білий пішак · e3 чорний пішак · g3 чорний пішак · e2 білий пішак · g2 білий пішак · f1 білий слон · g1 білий король | 6 |
| 5 | g8 чорний король · h8 біла тура · e7 чорний пішак · g7 чорний пішак · b6 чорний пішак · e6 білий пішак · g6 білий пішак · b5 білий пішак · e5 чорний пішак · b4 білий пішак · e4 білий пішак · b3 білий пішак · e3 чорний пішак · g3 чорний пішак · e2 білий пішак · g2 білий пішак · f1 білий слон · g1 білий король | g8 чорний король · h8 біла тура · e7 чорний пішак · g7 чорний пішак · b6 чорний пішак · e6 білий пішак · g6 білий пішак · b5 білий пішак · e5 чорний пішак · b4 білий пішак · e4 білий пішак · b3 білий пішак · e3 чорний пішак · g3 чорний пішак · e2 білий пішак · g2 білий пішак · f1 білий слон · g1 білий король | g8 чорний король · h8 біла тура · e7 чорний пішак · g7 чорний пішак · b6 чорний пішак · e6 білий пішак · g6 білий пішак · b5 білий пішак · e5 чорний пішак · b4 білий пішак · e4 білий пішак · b3 білий пішак · e3 чорний пішак · g3 чорний пішак · e2 білий пішак · g2 білий пішак · f1 білий слон · g1 білий король | g8 чорний король · h8 біла тура · e7 чорний пішак · g7 чорний пішак · b6 чорний пішак · e6 білий пішак · g6 білий пішак · b5 білий пішак · e5 чорний пішак · b4 білий пішак · e4 білий пішак · b3 білий пішак · e3 чорний пішак · g3 чорний пішак · e2 білий пішак · g2 білий пішак · f1 білий слон · g1 білий король | g8 чорний король · h8 біла тура · e7 чорний пішак · g7 чорний пішак · b6 чорний пішак · e6 білий пішак · g6 білий пішак · b5 білий пішак · e5 чорний пішак · b4 білий пішак · e4 білий пішак · b3 білий пішак · e3 чорний пішак · g3 чорний пішак · e2 білий пішак · g2 білий пішак · f1 білий слон · g1 білий король | g8 чорний король · h8 біла тура · e7 чорний пішак · g7 чорний пішак · b6 чорний пішак · e6 білий пішак · g6 білий пішак · b5 білий пішак · e5 чорний пішак · b4 білий пішак · e4 білий пішак · b3 білий пішак · e3 чорний пішак · g3 чорний пішак · e2 білий пішак · g2 білий пішак · f1 білий слон · g1 білий король | g8 чорний король · h8 біла тура · e7 чорний пішак · g7 чорний пішак · b6 чорний пішак · e6 білий пішак · g6 білий пішак · b5 білий пішак · e5 чорний пішак · b4 білий пішак · e4 білий пішак · b3 білий пішак · e3 чорний пішак · g3 чорний пішак · e2 білий пішак · g2 білий пішак · f1 білий слон · g1 білий король | g8 чорний король · h8 біла тура · e7 чорний пішак · g7 чорний пішак · b6 чорний пішак · e6 білий пішак · g6 білий пішак · b5 білий пішак · e5 чорний пішак · b4 білий пішак · e4 білий пішак · b3 білий пішак · e3 чорний пішак · g3 чорний пішак · e2 білий пішак · g2 білий пішак · f1 білий слон · g1 білий король | 5 |
| 4 | g8 чорний король · h8 біла тура · e7 чорний пішак · g7 чорний пішак · b6 чорний пішак · e6 білий пішак · g6 білий пішак · b5 білий пішак · e5 чорний пішак · b4 білий пішак · e4 білий пішак · b3 білий пішак · e3 чорний пішак · g3 чорний пішак · e2 білий пішак · g2 білий пішак · f1 білий слон · g1 білий король | g8 чорний король · h8 біла тура · e7 чорний пішак · g7 чорний пішак · b6 чорний пішак · e6 білий пішак · g6 білий пішак · b5 білий пішак · e5 чорний пішак · b4 білий пішак · e4 білий пішак · b3 білий пішак · e3 чорний пішак · g3 чорний пішак · e2 білий пішак · g2 білий пішак · f1 білий слон · g1 білий король | g8 чорний король · h8 біла тура · e7 чорний пішак · g7 чорний пішак · b6 чорний пішак · e6 білий пішак · g6 білий пішак · b5 білий пішак · e5 чорний пішак · b4 білий пішак · e4 білий пішак · b3 білий пішак · e3 чорний пішак · g3 чорний пішак · e2 білий пішак · g2 білий пішак · f1 білий слон · g1 білий король | g8 чорний король · h8 біла тура · e7 чорний пішак · g7 чорний пішак · b6 чорний пішак · e6 білий пішак · g6 білий пішак · b5 білий пішак · e5 чорний пішак · b4 білий пішак · e4 білий пішак · b3 білий пішак · e3 чорний пішак · g3 чорний пішак · e2 білий пішак · g2 білий пішак · f1 білий слон · g1 білий король | g8 чорний король · h8 біла тура · e7 чорний пішак · g7 чорний пішак · b6 чорний пішак · e6 білий пішак · g6 білий пішак · b5 білий пішак · e5 чорний пішак · b4 білий пішак · e4 білий пішак · b3 білий пішак · e3 чорний пішак · g3 чорний пішак · e2 білий пішак · g2 білий пішак · f1 білий слон · g1 білий король | g8 чорний король · h8 біла тура · e7 чорний пішак · g7 чорний пішак · b6 чорний пішак · e6 білий пішак · g6 білий пішак · b5 білий пішак · e5 чорний пішак · b4 білий пішак · e4 білий пішак · b3 білий пішак · e3 чорний пішак · g3 чорний пішак · e2 білий пішак · g2 білий пішак · f1 білий слон · g1 білий король | g8 чорний король · h8 біла тура · e7 чорний пішак · g7 чорний пішак · b6 чорний пішак · e6 білий пішак · g6 білий пішак · b5 білий пішак · e5 чорний пішак · b4 білий пішак · e4 білий пішак · b3 білий пішак · e3 чорний пішак · g3 чорний пішак · e2 білий пішак · g2 білий пішак · f1 білий слон · g1 білий король | g8 чорний король · h8 біла тура · e7 чорний пішак · g7 чорний пішак · b6 чорний пішак · e6 білий пішак · g6 білий пішак · b5 білий пішак · e5 чорний пішак · b4 білий пішак · e4 білий пішак · b3 білий пішак · e3 чорний пішак · g3 чорний пішак · e2 білий пішак · g2 білий пішак · f1 білий слон · g1 білий король | 4 |
| 3 | g8 чорний король · h8 біла тура · e7 чорний пішак · g7 чорний пішак · b6 чорний пішак · e6 білий пішак · g6 білий пішак · b5 білий пішак · e5 чорний пішак · b4 білий пішак · e4 білий пішак · b3 білий пішак · e3 чорний пішак · g3 чорний пішак · e2 білий пішак · g2 білий пішак · f1 білий слон · g1 білий король | g8 чорний король · h8 біла тура · e7 чорний пішак · g7 чорний пішак · b6 чорний пішак · e6 білий пішак · g6 білий пішак · b5 білий пішак · e5 чорний пішак · b4 білий пішак · e4 білий пішак · b3 білий пішак · e3 чорний пішак · g3 чорний пішак · e2 білий пішак · g2 білий пішак · f1 білий слон · g1 білий король | g8 чорний король · h8 біла тура · e7 чорний пішак · g7 чорний пішак · b6 чорний пішак · e6 білий пішак · g6 білий пішак · b5 білий пішак · e5 чорний пішак · b4 білий пішак · e4 білий пішак · b3 білий пішак · e3 чорний пішак · g3 чорний пішак · e2 білий пішак · g2 білий пішак · f1 білий слон · g1 білий король | g8 чорний король · h8 біла тура · e7 чорний пішак · g7 чорний пішак · b6 чорний пішак · e6 білий пішак · g6 білий пішак · b5 білий пішак · e5 чорний пішак · b4 білий пішак · e4 білий пішак · b3 білий пішак · e3 чорний пішак · g3 чорний пішак · e2 білий пішак · g2 білий пішак · f1 білий слон · g1 білий король | g8 чорний король · h8 біла тура · e7 чорний пішак · g7 чорний пішак · b6 чорний пішак · e6 білий пішак · g6 білий пішак · b5 білий пішак · e5 чорний пішак · b4 білий пішак · e4 білий пішак · b3 білий пішак · e3 чорний пішак · g3 чорний пішак · e2 білий пішак · g2 білий пішак · f1 білий слон · g1 білий король | g8 чорний король · h8 біла тура · e7 чорний пішак · g7 чорний пішак · b6 чорний пішак · e6 білий пішак · g6 білий пішак · b5 білий пішак · e5 чорний пішак · b4 білий пішак · e4 білий пішак · b3 білий пішак · e3 чорний пішак · g3 чорний пішак · e2 білий пішак · g2 білий пішак · f1 білий слон · g1 білий король | g8 чорний король · h8 біла тура · e7 чорний пішак · g7 чорний пішак · b6 чорний пішак · e6 білий пішак · g6 білий пішак · b5 білий пішак · e5 чорний пішак · b4 білий пішак · e4 білий пішак · b3 білий пішак · e3 чорний пішак · g3 чорний пішак · e2 білий пішак · g2 білий пішак · f1 білий слон · g1 білий король | g8 чорний король · h8 біла тура · e7 чорний пішак · g7 чорний пішак · b6 чорний пішак · e6 білий пішак · g6 білий пішак · b5 білий пішак · e5 чорний пішак · b4 білий пішак · e4 білий пішак · b3 білий пішак · e3 чорний пішак · g3 чорний пішак · e2 білий пішак · g2 білий пішак · f1 білий слон · g1 білий король | 3 |
| 2 | g8 чорний король · h8 біла тура · e7 чорний пішак · g7 чорний пішак · b6 чорний пішак · e6 білий пішак · g6 білий пішак · b5 білий пішак · e5 чорний пішак · b4 білий пішак · e4 білий пішак · b3 білий пішак · e3 чорний пішак · g3 чорний пішак · e2 білий пішак · g2 білий пішак · f1 білий слон · g1 білий король | g8 чорний король · h8 біла тура · e7 чорний пішак · g7 чорний пішак · b6 чорний пішак · e6 білий пішак · g6 білий пішак · b5 білий пішак · e5 чорний пішак · b4 білий пішак · e4 білий пішак · b3 білий пішак · e3 чорний пішак · g3 чорний пішак · e2 білий пішак · g2 білий пішак · f1 білий слон · g1 білий король | g8 чорний король · h8 біла тура · e7 чорний пішак · g7 чорний пішак · b6 чорний пішак · e6 білий пішак · g6 білий пішак · b5 білий пішак · e5 чорний пішак · b4 білий пішак · e4 білий пішак · b3 білий пішак · e3 чорний пішак · g3 чорний пішак · e2 білий пішак · g2 білий пішак · f1 білий слон · g1 білий король | g8 чорний король · h8 біла тура · e7 чорний пішак · g7 чорний пішак · b6 чорний пішак · e6 білий пішак · g6 білий пішак · b5 білий пішак · e5 чорний пішак · b4 білий пішак · e4 білий пішак · b3 білий пішак · e3 чорний пішак · g3 чорний пішак · e2 білий пішак · g2 білий пішак · f1 білий слон · g1 білий король | g8 чорний король · h8 біла тура · e7 чорний пішак · g7 чорний пішак · b6 чорний пішак · e6 білий пішак · g6 білий пішак · b5 білий пішак · e5 чорний пішак · b4 білий пішак · e4 білий пішак · b3 білий пішак · e3 чорний пішак · g3 чорний пішак · e2 білий пішак · g2 білий пішак · f1 білий слон · g1 білий король | g8 чорний король · h8 біла тура · e7 чорний пішак · g7 чорний пішак · b6 чорний пішак · e6 білий пішак · g6 білий пішак · b5 білий пішак · e5 чорний пішак · b4 білий пішак · e4 білий пішак · b3 білий пішак · e3 чорний пішак · g3 чорний пішак · e2 білий пішак · g2 білий пішак · f1 білий слон · g1 білий король | g8 чорний король · h8 біла тура · e7 чорний пішак · g7 чорний пішак · b6 чорний пішак · e6 білий пішак · g6 білий пішак · b5 білий пішак · e5 чорний пішак · b4 білий пішак · e4 білий пішак · b3 білий пішак · e3 чорний пішак · g3 чорний пішак · e2 білий пішак · g2 білий пішак · f1 білий слон · g1 білий король | g8 чорний король · h8 біла тура · e7 чорний пішак · g7 чорний пішак · b6 чорний пішак · e6 білий пішак · g6 білий пішак · b5 білий пішак · e5 чорний пішак · b4 білий пішак · e4 білий пішак · b3 білий пішак · e3 чорний пішак · g3 чорний пішак · e2 білий пішак · g2 білий пішак · f1 білий слон · g1 білий король | 2 |
| 1 | g8 чорний король · h8 біла тура · e7 чорний пішак · g7 чорний пішак · b6 чорний пішак · e6 білий пішак · g6 білий пішак · b5 білий пішак · e5 чорний пішак · b4 білий пішак · e4 білий пішак · b3 білий пішак · e3 чорний пішак · g3 чорний пішак · e2 білий пішак · g2 білий пішак · f1 білий слон · g1 білий король | g8 чорний король · h8 біла тура · e7 чорний пішак · g7 чорний пішак · b6 чорний пішак · e6 білий пішак · g6 білий пішак · b5 білий пішак · e5 чорний пішак · b4 білий пішак · e4 білий пішак · b3 білий пішак · e3 чорний пішак · g3 чорний пішак · e2 білий пішак · g2 білий пішак · f1 білий слон · g1 білий король | g8 чорний король · h8 біла тура · e7 чорний пішак · g7 чорний пішак · b6 чорний пішак · e6 білий пішак · g6 білий пішак · b5 білий пішак · e5 чорний пішак · b4 білий пішак · e4 білий пішак · b3 білий пішак · e3 чорний пішак · g3 чорний пішак · e2 білий пішак · g2 білий пішак · f1 білий слон · g1 білий король | g8 чорний король · h8 біла тура · e7 чорний пішак · g7 чорний пішак · b6 чорний пішак · e6 білий пішак · g6 білий пішак · b5 білий пішак · e5 чорний пішак · b4 білий пішак · e4 білий пішак · b3 білий пішак · e3 чорний пішак · g3 чорний пішак · e2 білий пішак · g2 білий пішак · f1 білий слон · g1 білий король | g8 чорний король · h8 біла тура · e7 чорний пішак · g7 чорний пішак · b6 чорний пішак · e6 білий пішак · g6 білий пішак · b5 білий пішак · e5 чорний пішак · b4 білий пішак · e4 білий пішак · b3 білий пішак · e3 чорний пішак · g3 чорний пішак · e2 білий пішак · g2 білий пішак · f1 білий слон · g1 білий король | g8 чорний король · h8 біла тура · e7 чорний пішак · g7 чорний пішак · b6 чорний пішак · e6 білий пішак · g6 білий пішак · b5 білий пішак · e5 чорний пішак · b4 білий пішак · e4 білий пішак · b3 білий пішак · e3 чорний пішак · g3 чорний пішак · e2 білий пішак · g2 білий пішак · f1 білий слон · g1 білий король | g8 чорний король · h8 біла тура · e7 чорний пішак · g7 чорний пішак · b6 чорний пішак · e6 білий пішак · g6 білий пішак · b5 білий пішак · e5 чорний пішак · b4 білий пішак · e4 білий пішак · b3 білий пішак · e3 чорний пішак · g3 чорний пішак · e2 білий пішак · g2 білий пішак · f1 білий слон · g1 білий король | g8 чорний король · h8 біла тура · e7 чорний пішак · g7 чорний пішак · b6 чорний пішак · e6 білий пішак · g6 білий пішак · b5 білий пішак · e5 чорний пішак · b4 білий пішак · e4 білий пішак · b3 білий пішак · e3 чорний пішак · g3 чорний пішак · e2 білий пішак · g2 білий пішак · f1 білий слон · g1 білий король | 1 |
|   | a | b | c | d | e | f | g | h |   |

1.Kp:h8 Kph1 2.Kpg8 Kpg1 3.Kpf8 Kph1 4.Kpe8 Kpg1 5.Kpd8 Kph1 6.Kpc7 Kpg1 7.Kpd6 Kph1 8.Kp:e6 Kpg1 9.Kpf6 Kph1 10.Kpg5 Kpg1 11.Kpf4 Kph1 12.Kp:e4 Kpg1 13.Kpd4 Kph1 14.Kpc3 Kpg1 15.Kp:b3 Kph1 16.Kp:b4 Kpg1 17.Kp:b5 Kph1 18.Kpc4 Kpg1 19.b5 Kph1 20.b4 Kg1 21.b3 Kph1 22.b2 Kpg1 23.b1Ф Kph1 24.Фf5 Kpg1 25.Фf7 gf 26.Kpc3 f8Ф 27.Kpd2 Фс8 28.Kpe1 Фс1 # 

Рекордна за тривалістю гри задача на кооперативний мат. 
|   | a | b | c | d | e | f | g | h |   |
| 8 | b8 чорний слон · e8 чорний слон · f8 чорний кінь · c7 білий пішак · d7 білий пішак · b6 чорна тура · c6 чорний пішак · d6 чорний король · e6 чорний кінь · b5 чорна тура · e4 білий пішак · h4 чорний ферзь · h3 білий слон · a1 білий король | b8 чорний слон · e8 чорний слон · f8 чорний кінь · c7 білий пішак · d7 білий пішак · b6 чорна тура · c6 чорний пішак · d6 чорний король · e6 чорний кінь · b5 чорна тура · e4 білий пішак · h4 чорний ферзь · h3 білий слон · a1 білий король | b8 чорний слон · e8 чорний слон · f8 чорний кінь · c7 білий пішак · d7 білий пішак · b6 чорна тура · c6 чорний пішак · d6 чорний король · e6 чорний кінь · b5 чорна тура · e4 білий пішак · h4 чорний ферзь · h3 білий слон · a1 білий король | b8 чорний слон · e8 чорний слон · f8 чорний кінь · c7 білий пішак · d7 білий пішак · b6 чорна тура · c6 чорний пішак · d6 чорний король · e6 чорний кінь · b5 чорна тура · e4 білий пішак · h4 чорний ферзь · h3 білий слон · a1 білий король | b8 чорний слон · e8 чорний слон · f8 чорний кінь · c7 білий пішак · d7 білий пішак · b6 чорна тура · c6 чорний пішак · d6 чорний король · e6 чорний кінь · b5 чорна тура · e4 білий пішак · h4 чорний ферзь · h3 білий слон · a1 білий король | b8 чорний слон · e8 чорний слон · f8 чорний кінь · c7 білий пішак · d7 білий пішак · b6 чорна тура · c6 чорний пішак · d6 чорний король · e6 чорний кінь · b5 чорна тура · e4 білий пішак · h4 чорний ферзь · h3 білий слон · a1 білий король | b8 чорний слон · e8 чорний слон · f8 чорний кінь · c7 білий пішак · d7 білий пішак · b6 чорна тура · c6 чорний пішак · d6 чорний король · e6 чорний кінь · b5 чорна тура · e4 білий пішак · h4 чорний ферзь · h3 білий слон · a1 білий король | b8 чорний слон · e8 чорний слон · f8 чорний кінь · c7 білий пішак · d7 білий пішак · b6 чорна тура · c6 чорний пішак · d6 чорний король · e6 чорний кінь · b5 чорна тура · e4 білий пішак · h4 чорний ферзь · h3 білий слон · a1 білий король | 8 |
| 7 | b8 чорний слон · e8 чорний слон · f8 чорний кінь · c7 білий пішак · d7 білий пішак · b6 чорна тура · c6 чорний пішак · d6 чорний король · e6 чорний кінь · b5 чорна тура · e4 білий пішак · h4 чорний ферзь · h3 білий слон · a1 білий король | b8 чорний слон · e8 чорний слон · f8 чорний кінь · c7 білий пішак · d7 білий пішак · b6 чорна тура · c6 чорний пішак · d6 чорний король · e6 чорний кінь · b5 чорна тура · e4 білий пішак · h4 чорний ферзь · h3 білий слон · a1 білий король | b8 чорний слон · e8 чорний слон · f8 чорний кінь · c7 білий пішак · d7 білий пішак · b6 чорна тура · c6 чорний пішак · d6 чорний король · e6 чорний кінь · b5 чорна тура · e4 білий пішак · h4 чорний ферзь · h3 білий слон · a1 білий король | b8 чорний слон · e8 чорний слон · f8 чорний кінь · c7 білий пішак · d7 білий пішак · b6 чорна тура · c6 чорний пішак · d6 чорний король · e6 чорний кінь · b5 чорна тура · e4 білий пішак · h4 чорний ферзь · h3 білий слон · a1 білий король | b8 чорний слон · e8 чорний слон · f8 чорний кінь · c7 білий пішак · d7 білий пішак · b6 чорна тура · c6 чорний пішак · d6 чорний король · e6 чорний кінь · b5 чорна тура · e4 білий пішак · h4 чорний ферзь · h3 білий слон · a1 білий король | b8 чорний слон · e8 чорний слон · f8 чорний кінь · c7 білий пішак · d7 білий пішак · b6 чорна тура · c6 чорний пішак · d6 чорний король · e6 чорний кінь · b5 чорна тура · e4 білий пішак · h4 чорний ферзь · h3 білий слон · a1 білий король | b8 чорний слон · e8 чорний слон · f8 чорний кінь · c7 білий пішак · d7 білий пішак · b6 чорна тура · c6 чорний пішак · d6 чорний король · e6 чорний кінь · b5 чорна тура · e4 білий пішак · h4 чорний ферзь · h3 білий слон · a1 білий король | b8 чорний слон · e8 чорний слон · f8 чорний кінь · c7 білий пішак · d7 білий пішак · b6 чорна тура · c6 чорний пішак · d6 чорний король · e6 чорний кінь · b5 чорна тура · e4 білий пішак · h4 чорний ферзь · h3 білий слон · a1 білий король | 7 |
| 6 | b8 чорний слон · e8 чорний слон · f8 чорний кінь · c7 білий пішак · d7 білий пішак · b6 чорна тура · c6 чорний пішак · d6 чорний король · e6 чорний кінь · b5 чорна тура · e4 білий пішак · h4 чорний ферзь · h3 білий слон · a1 білий король | b8 чорний слон · e8 чорний слон · f8 чорний кінь · c7 білий пішак · d7 білий пішак · b6 чорна тура · c6 чорний пішак · d6 чорний король · e6 чорний кінь · b5 чорна тура · e4 білий пішак · h4 чорний ферзь · h3 білий слон · a1 білий король | b8 чорний слон · e8 чорний слон · f8 чорний кінь · c7 білий пішак · d7 білий пішак · b6 чорна тура · c6 чорний пішак · d6 чорний король · e6 чорний кінь · b5 чорна тура · e4 білий пішак · h4 чорний ферзь · h3 білий слон · a1 білий король | b8 чорний слон · e8 чорний слон · f8 чорний кінь · c7 білий пішак · d7 білий пішак · b6 чорна тура · c6 чорний пішак · d6 чорний король · e6 чорний кінь · b5 чорна тура · e4 білий пішак · h4 чорний ферзь · h3 білий слон · a1 білий король | b8 чорний слон · e8 чорний слон · f8 чорний кінь · c7 білий пішак · d7 білий пішак · b6 чорна тура · c6 чорний пішак · d6 чорний король · e6 чорний кінь · b5 чорна тура · e4 білий пішак · h4 чорний ферзь · h3 білий слон · a1 білий король | b8 чорний слон · e8 чорний слон · f8 чорний кінь · c7 білий пішак · d7 білий пішак · b6 чорна тура · c6 чорний пішак · d6 чорний король · e6 чорний кінь · b5 чорна тура · e4 білий пішак · h4 чорний ферзь · h3 білий слон · a1 білий король | b8 чорний слон · e8 чорний слон · f8 чорний кінь · c7 білий пішак · d7 білий пішак · b6 чорна тура · c6 чорний пішак · d6 чорний король · e6 чорний кінь · b5 чорна тура · e4 білий пішак · h4 чорний ферзь · h3 білий слон · a1 білий король | b8 чорний слон · e8 чорний слон · f8 чорний кінь · c7 білий пішак · d7 білий пішак · b6 чорна тура · c6 чорний пішак · d6 чорний король · e6 чорний кінь · b5 чорна тура · e4 білий пішак · h4 чорний ферзь · h3 білий слон · a1 білий король | 6 |
| 5 | b8 чорний слон · e8 чорний слон · f8 чорний кінь · c7 білий пішак · d7 білий пішак · b6 чорна тура · c6 чорний пішак · d6 чорний король · e6 чорний кінь · b5 чорна тура · e4 білий пішак · h4 чорний ферзь · h3 білий слон · a1 білий король | b8 чорний слон · e8 чорний слон · f8 чорний кінь · c7 білий пішак · d7 білий пішак · b6 чорна тура · c6 чорний пішак · d6 чорний король · e6 чорний кінь · b5 чорна тура · e4 білий пішак · h4 чорний ферзь · h3 білий слон · a1 білий король | b8 чорний слон · e8 чорний слон · f8 чорний кінь · c7 білий пішак · d7 білий пішак · b6 чорна тура · c6 чорний пішак · d6 чорний король · e6 чорний кінь · b5 чорна тура · e4 білий пішак · h4 чорний ферзь · h3 білий слон · a1 білий король | b8 чорний слон · e8 чорний слон · f8 чорний кінь · c7 білий пішак · d7 білий пішак · b6 чорна тура · c6 чорний пішак · d6 чорний король · e6 чорний кінь · b5 чорна тура · e4 білий пішак · h4 чорний ферзь · h3 білий слон · a1 білий король | b8 чорний слон · e8 чорний слон · f8 чорний кінь · c7 білий пішак · d7 білий пішак · b6 чорна тура · c6 чорний пішак · d6 чорний король · e6 чорний кінь · b5 чорна тура · e4 білий пішак · h4 чорний ферзь · h3 білий слон · a1 білий король | b8 чорний слон · e8 чорний слон · f8 чорний кінь · c7 білий пішак · d7 білий пішак · b6 чорна тура · c6 чорний пішак · d6 чорний король · e6 чорний кінь · b5 чорна тура · e4 білий пішак · h4 чорний ферзь · h3 білий слон · a1 білий король | b8 чорний слон · e8 чорний слон · f8 чорний кінь · c7 білий пішак · d7 білий пішак · b6 чорна тура · c6 чорний пішак · d6 чорний король · e6 чорний кінь · b5 чорна тура · e4 білий пішак · h4 чорний ферзь · h3 білий слон · a1 білий король | b8 чорний слон · e8 чорний слон · f8 чорний кінь · c7 білий пішак · d7 білий пішак · b6 чорна тура · c6 чорний пішак · d6 чорний король · e6 чорний кінь · b5 чорна тура · e4 білий пішак · h4 чорний ферзь · h3 білий слон · a1 білий король | 5 |
| 4 | b8 чорний слон · e8 чорний слон · f8 чорний кінь · c7 білий пішак · d7 білий пішак · b6 чорна тура · c6 чорний пішак · d6 чорний король · e6 чорний кінь · b5 чорна тура · e4 білий пішак · h4 чорний ферзь · h3 білий слон · a1 білий король | b8 чорний слон · e8 чорний слон · f8 чорний кінь · c7 білий пішак · d7 білий пішак · b6 чорна тура · c6 чорний пішак · d6 чорний король · e6 чорний кінь · b5 чорна тура · e4 білий пішак · h4 чорний ферзь · h3 білий слон · a1 білий король | b8 чорний слон · e8 чорний слон · f8 чорний кінь · c7 білий пішак · d7 білий пішак · b6 чорна тура · c6 чорний пішак · d6 чорний король · e6 чорний кінь · b5 чорна тура · e4 білий пішак · h4 чорний ферзь · h3 білий слон · a1 білий король | b8 чорний слон · e8 чорний слон · f8 чорний кінь · c7 білий пішак · d7 білий пішак · b6 чорна тура · c6 чорний пішак · d6 чорний король · e6 чорний кінь · b5 чорна тура · e4 білий пішак · h4 чорний ферзь · h3 білий слон · a1 білий король | b8 чорний слон · e8 чорний слон · f8 чорний кінь · c7 білий пішак · d7 білий пішак · b6 чорна тура · c6 чорний пішак · d6 чорний король · e6 чорний кінь · b5 чорна тура · e4 білий пішак · h4 чорний ферзь · h3 білий слон · a1 білий король | b8 чорний слон · e8 чорний слон · f8 чорний кінь · c7 білий пішак · d7 білий пішак · b6 чорна тура · c6 чорний пішак · d6 чорний король · e6 чорний кінь · b5 чорна тура · e4 білий пішак · h4 чорний ферзь · h3 білий слон · a1 білий король | b8 чорний слон · e8 чорний слон · f8 чорний кінь · c7 білий пішак · d7 білий пішак · b6 чорна тура · c6 чорний пішак · d6 чорний король · e6 чорний кінь · b5 чорна тура · e4 білий пішак · h4 чорний ферзь · h3 білий слон · a1 білий король | b8 чорний слон · e8 чорний слон · f8 чорний кінь · c7 білий пішак · d7 білий пішак · b6 чорна тура · c6 чорний пішак · d6 чорний король · e6 чорний кінь · b5 чорна тура · e4 білий пішак · h4 чорний ферзь · h3 білий слон · a1 білий король | 4 |
| 3 | b8 чорний слон · e8 чорний слон · f8 чорний кінь · c7 білий пішак · d7 білий пішак · b6 чорна тура · c6 чорний пішак · d6 чорний король · e6 чорний кінь · b5 чорна тура · e4 білий пішак · h4 чорний ферзь · h3 білий слон · a1 білий король | b8 чорний слон · e8 чорний слон · f8 чорний кінь · c7 білий пішак · d7 білий пішак · b6 чорна тура · c6 чорний пішак · d6 чорний король · e6 чорний кінь · b5 чорна тура · e4 білий пішак · h4 чорний ферзь · h3 білий слон · a1 білий король | b8 чорний слон · e8 чорний слон · f8 чорний кінь · c7 білий пішак · d7 білий пішак · b6 чорна тура · c6 чорний пішак · d6 чорний король · e6 чорний кінь · b5 чорна тура · e4 білий пішак · h4 чорний ферзь · h3 білий слон · a1 білий король | b8 чорний слон · e8 чорний слон · f8 чорний кінь · c7 білий пішак · d7 білий пішак · b6 чорна тура · c6 чорний пішак · d6 чорний король · e6 чорний кінь · b5 чорна тура · e4 білий пішак · h4 чорний ферзь · h3 білий слон · a1 білий король | b8 чорний слон · e8 чорний слон · f8 чорний кінь · c7 білий пішак · d7 білий пішак · b6 чорна тура · c6 чорний пішак · d6 чорний король · e6 чорний кінь · b5 чорна тура · e4 білий пішак · h4 чорний ферзь · h3 білий слон · a1 білий король | b8 чорний слон · e8 чорний слон · f8 чорний кінь · c7 білий пішак · d7 білий пішак · b6 чорна тура · c6 чорний пішак · d6 чорний король · e6 чорний кінь · b5 чорна тура · e4 білий пішак · h4 чорний ферзь · h3 білий слон · a1 білий король | b8 чорний слон · e8 чорний слон · f8 чорний кінь · c7 білий пішак · d7 білий пішак · b6 чорна тура · c6 чорний пішак · d6 чорний король · e6 чорний кінь · b5 чорна тура · e4 білий пішак · h4 чорний ферзь · h3 білий слон · a1 білий король | b8 чорний слон · e8 чорний слон · f8 чорний кінь · c7 білий пішак · d7 білий пішак · b6 чорна тура · c6 чорний пішак · d6 чорний король · e6 чорний кінь · b5 чорна тура · e4 білий пішак · h4 чорний ферзь · h3 білий слон · a1 білий король | 3 |
| 2 | b8 чорний слон · e8 чорний слон · f8 чорний кінь · c7 білий пішак · d7 білий пішак · b6 чорна тура · c6 чорний пішак · d6 чорний король · e6 чорний кінь · b5 чорна тура · e4 білий пішак · h4 чорний ферзь · h3 білий слон · a1 білий король | b8 чорний слон · e8 чорний слон · f8 чорний кінь · c7 білий пішак · d7 білий пішак · b6 чорна тура · c6 чорний пішак · d6 чорний король · e6 чорний кінь · b5 чорна тура · e4 білий пішак · h4 чорний ферзь · h3 білий слон · a1 білий король | b8 чорний слон · e8 чорний слон · f8 чорний кінь · c7 білий пішак · d7 білий пішак · b6 чорна тура · c6 чорний пішак · d6 чорний король · e6 чорний кінь · b5 чорна тура · e4 білий пішак · h4 чорний ферзь · h3 білий слон · a1 білий король | b8 чорний слон · e8 чорний слон · f8 чорний кінь · c7 білий пішак · d7 білий пішак · b6 чорна тура · c6 чорний пішак · d6 чорний король · e6 чорний кінь · b5 чорна тура · e4 білий пішак · h4 чорний ферзь · h3 білий слон · a1 білий король | b8 чорний слон · e8 чорний слон · f8 чорний кінь · c7 білий пішак · d7 білий пішак · b6 чорна тура · c6 чорний пішак · d6 чорний король · e6 чорний кінь · b5 чорна тура · e4 білий пішак · h4 чорний ферзь · h3 білий слон · a1 білий король | b8 чорний слон · e8 чорний слон · f8 чорний кінь · c7 білий пішак · d7 білий пішак · b6 чорна тура · c6 чорний пішак · d6 чорний король · e6 чорний кінь · b5 чорна тура · e4 білий пішак · h4 чорний ферзь · h3 білий слон · a1 білий король | b8 чорний слон · e8 чорний слон · f8 чорний кінь · c7 білий пішак · d7 білий пішак · b6 чорна тура · c6 чорний пішак · d6 чорний король · e6 чорний кінь · b5 чорна тура · e4 білий пішак · h4 чорний ферзь · h3 білий слон · a1 білий король | b8 чорний слон · e8 чорний слон · f8 чорний кінь · c7 білий пішак · d7 білий пішак · b6 чорна тура · c6 чорний пішак · d6 чорний король · e6 чорний кінь · b5 чорна тура · e4 білий пішак · h4 чорний ферзь · h3 білий слон · a1 білий король | 2 |
| 1 | b8 чорний слон · e8 чорний слон · f8 чорний кінь · c7 білий пішак · d7 білий пішак · b6 чорна тура · c6 чорний пішак · d6 чорний король · e6 чорний кінь · b5 чорна тура · e4 білий пішак · h4 чорний ферзь · h3 білий слон · a1 білий король | b8 чорний слон · e8 чорний слон · f8 чорний кінь · c7 білий пішак · d7 білий пішак · b6 чорна тура · c6 чорний пішак · d6 чорний король · e6 чорний кінь · b5 чорна тура · e4 білий пішак · h4 чорний ферзь · h3 білий слон · a1 білий король | b8 чорний слон · e8 чорний слон · f8 чорний кінь · c7 білий пішак · d7 білий пішак · b6 чорна тура · c6 чорний пішак · d6 чорний король · e6 чорний кінь · b5 чорна тура · e4 білий пішак · h4 чорний ферзь · h3 білий слон · a1 білий король | b8 чорний слон · e8 чорний слон · f8 чорний кінь · c7 білий пішак · d7 білий пішак · b6 чорна тура · c6 чорний пішак · d6 чорний король · e6 чорний кінь · b5 чорна тура · e4 білий пішак · h4 чорний ферзь · h3 білий слон · a1 білий король | b8 чорний слон · e8 чорний слон · f8 чорний кінь · c7 білий пішак · d7 білий пішак · b6 чорна тура · c6 чорний пішак · d6 чорний король · e6 чорний кінь · b5 чорна тура · e4 білий пішак · h4 чорний ферзь · h3 білий слон · a1 білий король | b8 чорний слон · e8 чорний слон · f8 чорний кінь · c7 білий пішак · d7 білий пішак · b6 чорна тура · c6 чорний пішак · d6 чорний король · e6 чорний кінь · b5 чорна тура · e4 білий пішак · h4 чорний ферзь · h3 білий слон · a1 білий король | b8 чорний слон · e8 чорний слон · f8 чорний кінь · c7 білий пішак · d7 білий пішак · b6 чорна тура · c6 чорний пішак · d6 чорний король · e6 чорний кінь · b5 чорна тура · e4 білий пішак · h4 чорний ферзь · h3 білий слон · a1 білий король | b8 чорний слон · e8 чорний слон · f8 чорний кінь · c7 білий пішак · d7 білий пішак · b6 чорна тура · c6 чорний пішак · d6 чорний король · e6 чорний кінь · b5 чорна тура · e4 білий пішак · h4 чорний ферзь · h3 білий слон · a1 білий король | 1 |
|   | a | b | c | d | e | f | g | h |   |

|   | a | b | c | d | e | f | g | h |   |
| 8 | a7 чорний пішак · c7 чорний пішак · d7 чорна тура · a6 чорний король · d6 чорний ферзь · d5 чорний слон · a4 чорний пішак · d4 чорний слон · f3 білий слон · f2 білий слон · h1 білий король | a7 чорний пішак · c7 чорний пішак · d7 чорна тура · a6 чорний король · d6 чорний ферзь · d5 чорний слон · a4 чорний пішак · d4 чорний слон · f3 білий слон · f2 білий слон · h1 білий король | a7 чорний пішак · c7 чорний пішак · d7 чорна тура · a6 чорний король · d6 чорний ферзь · d5 чорний слон · a4 чорний пішак · d4 чорний слон · f3 білий слон · f2 білий слон · h1 білий король | a7 чорний пішак · c7 чорний пішак · d7 чорна тура · a6 чорний король · d6 чорний ферзь · d5 чорний слон · a4 чорний пішак · d4 чорний слон · f3 білий слон · f2 білий слон · h1 білий король | a7 чорний пішак · c7 чорний пішак · d7 чорна тура · a6 чорний король · d6 чорний ферзь · d5 чорний слон · a4 чорний пішак · d4 чорний слон · f3 білий слон · f2 білий слон · h1 білий король | a7 чорний пішак · c7 чорний пішак · d7 чорна тура · a6 чорний король · d6 чорний ферзь · d5 чорний слон · a4 чорний пішак · d4 чорний слон · f3 білий слон · f2 білий слон · h1 білий король | a7 чорний пішак · c7 чорний пішак · d7 чорна тура · a6 чорний король · d6 чорний ферзь · d5 чорний слон · a4 чорний пішак · d4 чорний слон · f3 білий слон · f2 білий слон · h1 білий король | a7 чорний пішак · c7 чорний пішак · d7 чорна тура · a6 чорний король · d6 чорний ферзь · d5 чорний слон · a4 чорний пішак · d4 чорний слон · f3 білий слон · f2 білий слон · h1 білий король | 8 |
| 7 | a7 чорний пішак · c7 чорний пішак · d7 чорна тура · a6 чорний король · d6 чорний ферзь · d5 чорний слон · a4 чорний пішак · d4 чорний слон · f3 білий слон · f2 білий слон · h1 білий король | a7 чорний пішак · c7 чорний пішак · d7 чорна тура · a6 чорний король · d6 чорний ферзь · d5 чорний слон · a4 чорний пішак · d4 чорний слон · f3 білий слон · f2 білий слон · h1 білий король | a7 чорний пішак · c7 чорний пішак · d7 чорна тура · a6 чорний король · d6 чорний ферзь · d5 чорний слон · a4 чорний пішак · d4 чорний слон · f3 білий слон · f2 білий слон · h1 білий король | a7 чорний пішак · c7 чорний пішак · d7 чорна тура · a6 чорний король · d6 чорний ферзь · d5 чорний слон · a4 чорний пішак · d4 чорний слон · f3 білий слон · f2 білий слон · h1 білий король | a7 чорний пішак · c7 чорний пішак · d7 чорна тура · a6 чорний король · d6 чорний ферзь · d5 чорний слон · a4 чорний пішак · d4 чорний слон · f3 білий слон · f2 білий слон · h1 білий король | a7 чорний пішак · c7 чорний пішак · d7 чорна тура · a6 чорний король · d6 чорний ферзь · d5 чорний слон · a4 чорний пішак · d4 чорний слон · f3 білий слон · f2 білий слон · h1 білий король | a7 чорний пішак · c7 чорний пішак · d7 чорна тура · a6 чорний король · d6 чорний ферзь · d5 чорний слон · a4 чорний пішак · d4 чорний слон · f3 білий слон · f2 білий слон · h1 білий король | a7 чорний пішак · c7 чорний пішак · d7 чорна тура · a6 чорний король · d6 чорний ферзь · d5 чорний слон · a4 чорний пішак · d4 чорний слон · f3 білий слон · f2 білий слон · h1 білий король | 7 |
| 6 | a7 чорний пішак · c7 чорний пішак · d7 чорна тура · a6 чорний король · d6 чорний ферзь · d5 чорний слон · a4 чорний пішак · d4 чорний слон · f3 білий слон · f2 білий слон · h1 білий король | a7 чорний пішак · c7 чорний пішак · d7 чорна тура · a6 чорний король · d6 чорний ферзь · d5 чорний слон · a4 чорний пішак · d4 чорний слон · f3 білий слон · f2 білий слон · h1 білий король | a7 чорний пішак · c7 чорний пішак · d7 чорна тура · a6 чорний король · d6 чорний ферзь · d5 чорний слон · a4 чорний пішак · d4 чорний слон · f3 білий слон · f2 білий слон · h1 білий король | a7 чорний пішак · c7 чорний пішак · d7 чорна тура · a6 чорний король · d6 чорний ферзь · d5 чорний слон · a4 чорний пішак · d4 чорний слон · f3 білий слон · f2 білий слон · h1 білий король | a7 чорний пішак · c7 чорний пішак · d7 чорна тура · a6 чорний король · d6 чорний ферзь · d5 чорний слон · a4 чорний пішак · d4 чорний слон · f3 білий слон · f2 білий слон · h1 білий король | a7 чорний пішак · c7 чорний пішак · d7 чорна тура · a6 чорний король · d6 чорний ферзь · d5 чорний слон · a4 чорний пішак · d4 чорний слон · f3 білий слон · f2 білий слон · h1 білий король | a7 чорний пішак · c7 чорний пішак · d7 чорна тура · a6 чорний король · d6 чорний ферзь · d5 чорний слон · a4 чорний пішак · d4 чорний слон · f3 білий слон · f2 білий слон · h1 білий король | a7 чорний пішак · c7 чорний пішак · d7 чорна тура · a6 чорний король · d6 чорний ферзь · d5 чорний слон · a4 чорний пішак · d4 чорний слон · f3 білий слон · f2 білий слон · h1 білий король | 6 |
| 5 | a7 чорний пішак · c7 чорний пішак · d7 чорна тура · a6 чорний король · d6 чорний ферзь · d5 чорний слон · a4 чорний пішак · d4 чорний слон · f3 білий слон · f2 білий слон · h1 білий король | a7 чорний пішак · c7 чорний пішак · d7 чорна тура · a6 чорний король · d6 чорний ферзь · d5 чорний слон · a4 чорний пішак · d4 чорний слон · f3 білий слон · f2 білий слон · h1 білий король | a7 чорний пішак · c7 чорний пішак · d7 чорна тура · a6 чорний король · d6 чорний ферзь · d5 чорний слон · a4 чорний пішак · d4 чорний слон · f3 білий слон · f2 білий слон · h1 білий король | a7 чорний пішак · c7 чорний пішак · d7 чорна тура · a6 чорний король · d6 чорний ферзь · d5 чорний слон · a4 чорний пішак · d4 чорний слон · f3 білий слон · f2 білий слон · h1 білий король | a7 чорний пішак · c7 чорний пішак · d7 чорна тура · a6 чорний король · d6 чорний ферзь · d5 чорний слон · a4 чорний пішак · d4 чорний слон · f3 білий слон · f2 білий слон · h1 білий король | a7 чорний пішак · c7 чорний пішак · d7 чорна тура · a6 чорний король · d6 чорний ферзь · d5 чорний слон · a4 чорний пішак · d4 чорний слон · f3 білий слон · f2 білий слон · h1 білий король | a7 чорний пішак · c7 чорний пішак · d7 чорна тура · a6 чорний король · d6 чорний ферзь · d5 чорний слон · a4 чорний пішак · d4 чорний слон · f3 білий слон · f2 білий слон · h1 білий король | a7 чорний пішак · c7 чорний пішак · d7 чорна тура · a6 чорний король · d6 чорний ферзь · d5 чорний слон · a4 чорний пішак · d4 чорний слон · f3 білий слон · f2 білий слон · h1 білий король | 5 |
| 4 | a7 чорний пішак · c7 чорний пішак · d7 чорна тура · a6 чорний король · d6 чорний ферзь · d5 чорний слон · a4 чорний пішак · d4 чорний слон · f3 білий слон · f2 білий слон · h1 білий король | a7 чорний пішак · c7 чорний пішак · d7 чорна тура · a6 чорний король · d6 чорний ферзь · d5 чорний слон · a4 чорний пішак · d4 чорний слон · f3 білий слон · f2 білий слон · h1 білий король | a7 чорний пішак · c7 чорний пішак · d7 чорна тура · a6 чорний король · d6 чорний ферзь · d5 чорний слон · a4 чорний пішак · d4 чорний слон · f3 білий слон · f2 білий слон · h1 білий король | a7 чорний пішак · c7 чорний пішак · d7 чорна тура · a6 чорний король · d6 чорний ферзь · d5 чорний слон · a4 чорний пішак · d4 чорний слон · f3 білий слон · f2 білий слон · h1 білий король | a7 чорний пішак · c7 чорний пішак · d7 чорна тура · a6 чорний король · d6 чорний ферзь · d5 чорний слон · a4 чорний пішак · d4 чорний слон · f3 білий слон · f2 білий слон · h1 білий король | a7 чорний пішак · c7 чорний пішак · d7 чорна тура · a6 чорний король · d6 чорний ферзь · d5 чорний слон · a4 чорний пішак · d4 чорний слон · f3 білий слон · f2 білий слон · h1 білий король | a7 чорний пішак · c7 чорний пішак · d7 чорна тура · a6 чорний король · d6 чорний ферзь · d5 чорний слон · a4 чорний пішак · d4 чорний слон · f3 білий слон · f2 білий слон · h1 білий король | a7 чорний пішак · c7 чорний пішак · d7 чорна тура · a6 чорний король · d6 чорний ферзь · d5 чорний слон · a4 чорний пішак · d4 чорний слон · f3 білий слон · f2 білий слон · h1 білий король | 4 |
| 3 | a7 чорний пішак · c7 чорний пішак · d7 чорна тура · a6 чорний король · d6 чорний ферзь · d5 чорний слон · a4 чорний пішак · d4 чорний слон · f3 білий слон · f2 білий слон · h1 білий король | a7 чорний пішак · c7 чорний пішак · d7 чорна тура · a6 чорний король · d6 чорний ферзь · d5 чорний слон · a4 чорний пішак · d4 чорний слон · f3 білий слон · f2 білий слон · h1 білий король | a7 чорний пішак · c7 чорний пішак · d7 чорна тура · a6 чорний король · d6 чорний ферзь · d5 чорний слон · a4 чорний пішак · d4 чорний слон · f3 білий слон · f2 білий слон · h1 білий король | a7 чорний пішак · c7 чорний пішак · d7 чорна тура · a6 чорний король · d6 чорний ферзь · d5 чорний слон · a4 чорний пішак · d4 чорний слон · f3 білий слон · f2 білий слон · h1 білий король | a7 чорний пішак · c7 чорний пішак · d7 чорна тура · a6 чорний король · d6 чорний ферзь · d5 чорний слон · a4 чорний пішак · d4 чорний слон · f3 білий слон · f2 білий слон · h1 білий король | a7 чорний пішак · c7 чорний пішак · d7 чорна тура · a6 чорний король · d6 чорний ферзь · d5 чорний слон · a4 чорний пішак · d4 чорний слон · f3 білий слон · f2 білий слон · h1 білий король | a7 чорний пішак · c7 чорний пішак · d7 чорна тура · a6 чорний король · d6 чорний ферзь · d5 чорний слон · a4 чорний пішак · d4 чорний слон · f3 білий слон · f2 білий слон · h1 білий король | a7 чорний пішак · c7 чорний пішак · d7 чорна тура · a6 чорний король · d6 чорний ферзь · d5 чорний слон · a4 чорний пішак · d4 чорний слон · f3 білий слон · f2 білий слон · h1 білий король | 3 |
| 2 | a7 чорний пішак · c7 чорний пішак · d7 чорна тура · a6 чорний король · d6 чорний ферзь · d5 чорний слон · a4 чорний пішак · d4 чорний слон · f3 білий слон · f2 білий слон · h1 білий король | a7 чорний пішак · c7 чорний пішак · d7 чорна тура · a6 чорний король · d6 чорний ферзь · d5 чорний слон · a4 чорний пішак · d4 чорний слон · f3 білий слон · f2 білий слон · h1 білий король | a7 чорний пішак · c7 чорний пішак · d7 чорна тура · a6 чорний король · d6 чорний ферзь · d5 чорний слон · a4 чорний пішак · d4 чорний слон · f3 білий слон · f2 білий слон · h1 білий король | a7 чорний пішак · c7 чорний пішак · d7 чорна тура · a6 чорний король · d6 чорний ферзь · d5 чорний слон · a4 чорний пішак · d4 чорний слон · f3 білий слон · f2 білий слон · h1 білий король | a7 чорний пішак · c7 чорний пішак · d7 чорна тура · a6 чорний король · d6 чорний ферзь · d5 чорний слон · a4 чорний пішак · d4 чорний слон · f3 білий слон · f2 білий слон · h1 білий король | a7 чорний пішак · c7 чорний пішак · d7 чорна тура · a6 чорний король · d6 чорний ферзь · d5 чорний слон · a4 чорний пішак · d4 чорний слон · f3 білий слон · f2 білий слон · h1 білий король | a7 чорний пішак · c7 чорний пішак · d7 чорна тура · a6 чорний король · d6 чорний ферзь · d5 чорний слон · a4 чорний пішак · d4 чорний слон · f3 білий слон · f2 білий слон · h1 білий король | a7 чорний пішак · c7 чорний пішак · d7 чорна тура · a6 чорний король · d6 чорний ферзь · d5 чорний слон · a4 чорний пішак · d4 чорний слон · f3 білий слон · f2 білий слон · h1 білий король | 2 |
| 1 | a7 чорний пішак · c7 чорний пішак · d7 чорна тура · a6 чорний король · d6 чорний ферзь · d5 чорний слон · a4 чорний пішак · d4 чорний слон · f3 білий слон · f2 білий слон · h1 білий король | a7 чорний пішак · c7 чорний пішак · d7 чорна тура · a6 чорний король · d6 чорний ферзь · d5 чорний слон · a4 чорний пішак · d4 чорний слон · f3 білий слон · f2 білий слон · h1 білий король | a7 чорний пішак · c7 чорний пішак · d7 чорна тура · a6 чорний король · d6 чорний ферзь · d5 чорний слон · a4 чорний пішак · d4 чорний слон · f3 білий слон · f2 білий слон · h1 білий король | a7 чорний пішак · c7 чорний пішак · d7 чорна тура · a6 чорний король · d6 чорний ферзь · d5 чорний слон · a4 чорний пішак · d4 чорний слон · f3 білий слон · f2 білий слон · h1 білий король | a7 чорний пішак · c7 чорний пішак · d7 чорна тура · a6 чорний король · d6 чорний ферзь · d5 чорний слон · a4 чорний пішак · d4 чорний слон · f3 білий слон · f2 білий слон · h1 білий король | a7 чорний пішак · c7 чорний пішак · d7 чорна тура · a6 чорний король · d6 чорний ферзь · d5 чорний слон · a4 чорний пішак · d4 чорний слон · f3 білий слон · f2 білий слон · h1 білий король | a7 чорний пішак · c7 чорний пішак · d7 чорна тура · a6 чорний король · d6 чорний ферзь · d5 чорний слон · a4 чорний пішак · d4 чорний слон · f3 білий слон · f2 білий слон · h1 білий король | a7 чорний пішак · c7 чорний пішак · d7 чорна тура · a6 чорний король · d6 чорний ферзь · d5 чорний слон · a4 чорний пішак · d4 чорний слон · f3 білий слон · f2 білий слон · h1 білий король | 1 |
|   | a | b | c | d | e | f | g | h |   |

|   | a | b | c | d | e | f | g | h |   |
| 8 | b6 чорний кінь · c6 білий кінь · e6 чорний король · d5 біла тура · e5 чорний пішак · b4 білий король · e4 чорний пішак | b6 чорний кінь · c6 білий кінь · e6 чорний король · d5 біла тура · e5 чорний пішак · b4 білий король · e4 чорний пішак | b6 чорний кінь · c6 білий кінь · e6 чорний король · d5 біла тура · e5 чорний пішак · b4 білий король · e4 чорний пішак | b6 чорний кінь · c6 білий кінь · e6 чорний король · d5 біла тура · e5 чорний пішак · b4 білий король · e4 чорний пішак | b6 чорний кінь · c6 білий кінь · e6 чорний король · d5 біла тура · e5 чорний пішак · b4 білий король · e4 чорний пішак | b6 чорний кінь · c6 білий кінь · e6 чорний король · d5 біла тура · e5 чорний пішак · b4 білий король · e4 чорний пішак | b6 чорний кінь · c6 білий кінь · e6 чорний король · d5 біла тура · e5 чорний пішак · b4 білий король · e4 чорний пішак | b6 чорний кінь · c6 білий кінь · e6 чорний король · d5 біла тура · e5 чорний пішак · b4 білий король · e4 чорний пішак | 8 |
| 7 | b6 чорний кінь · c6 білий кінь · e6 чорний король · d5 біла тура · e5 чорний пішак · b4 білий король · e4 чорний пішак | b6 чорний кінь · c6 білий кінь · e6 чорний король · d5 біла тура · e5 чорний пішак · b4 білий король · e4 чорний пішак | b6 чорний кінь · c6 білий кінь · e6 чорний король · d5 біла тура · e5 чорний пішак · b4 білий король · e4 чорний пішак | b6 чорний кінь · c6 білий кінь · e6 чорний король · d5 біла тура · e5 чорний пішак · b4 білий король · e4 чорний пішак | b6 чорний кінь · c6 білий кінь · e6 чорний король · d5 біла тура · e5 чорний пішак · b4 білий король · e4 чорний пішак | b6 чорний кінь · c6 білий кінь · e6 чорний король · d5 біла тура · e5 чорний пішак · b4 білий король · e4 чорний пішак | b6 чорний кінь · c6 білий кінь · e6 чорний король · d5 біла тура · e5 чорний пішак · b4 білий король · e4 чорний пішак | b6 чорний кінь · c6 білий кінь · e6 чорний король · d5 біла тура · e5 чорний пішак · b4 білий король · e4 чорний пішак | 7 |
| 6 | b6 чорний кінь · c6 білий кінь · e6 чорний король · d5 біла тура · e5 чорний пішак · b4 білий король · e4 чорний пішак | b6 чорний кінь · c6 білий кінь · e6 чорний король · d5 біла тура · e5 чорний пішак · b4 білий король · e4 чорний пішак | b6 чорний кінь · c6 білий кінь · e6 чорний король · d5 біла тура · e5 чорний пішак · b4 білий король · e4 чорний пішак | b6 чорний кінь · c6 білий кінь · e6 чорний король · d5 біла тура · e5 чорний пішак · b4 білий король · e4 чорний пішак | b6 чорний кінь · c6 білий кінь · e6 чорний король · d5 біла тура · e5 чорний пішак · b4 білий король · e4 чорний пішак | b6 чорний кінь · c6 білий кінь · e6 чорний король · d5 біла тура · e5 чорний пішак · b4 білий король · e4 чорний пішак | b6 чорний кінь · c6 білий кінь · e6 чорний король · d5 біла тура · e5 чорний пішак · b4 білий король · e4 чорний пішак | b6 чорний кінь · c6 білий кінь · e6 чорний король · d5 біла тура · e5 чорний пішак · b4 білий король · e4 чорний пішак | 6 |
| 5 | b6 чорний кінь · c6 білий кінь · e6 чорний король · d5 біла тура · e5 чорний пішак · b4 білий король · e4 чорний пішак | b6 чорний кінь · c6 білий кінь · e6 чорний король · d5 біла тура · e5 чорний пішак · b4 білий король · e4 чорний пішак | b6 чорний кінь · c6 білий кінь · e6 чорний король · d5 біла тура · e5 чорний пішак · b4 білий король · e4 чорний пішак | b6 чорний кінь · c6 білий кінь · e6 чорний король · d5 біла тура · e5 чорний пішак · b4 білий король · e4 чорний пішак | b6 чорний кінь · c6 білий кінь · e6 чорний король · d5 біла тура · e5 чорний пішак · b4 білий король · e4 чорний пішак | b6 чорний кінь · c6 білий кінь · e6 чорний король · d5 біла тура · e5 чорний пішак · b4 білий король · e4 чорний пішак | b6 чорний кінь · c6 білий кінь · e6 чорний король · d5 біла тура · e5 чорний пішак · b4 білий король · e4 чорний пішак | b6 чорний кінь · c6 білий кінь · e6 чорний король · d5 біла тура · e5 чорний пішак · b4 білий король · e4 чорний пішак | 5 |
| 4 | b6 чорний кінь · c6 білий кінь · e6 чорний король · d5 біла тура · e5 чорний пішак · b4 білий король · e4 чорний пішак | b6 чорний кінь · c6 білий кінь · e6 чорний король · d5 біла тура · e5 чорний пішак · b4 білий король · e4 чорний пішак | b6 чорний кінь · c6 білий кінь · e6 чорний король · d5 біла тура · e5 чорний пішак · b4 білий король · e4 чорний пішак | b6 чорний кінь · c6 білий кінь · e6 чорний король · d5 біла тура · e5 чорний пішак · b4 білий король · e4 чорний пішак | b6 чорний кінь · c6 білий кінь · e6 чорний король · d5 біла тура · e5 чорний пішак · b4 білий король · e4 чорний пішак | b6 чорний кінь · c6 білий кінь · e6 чорний король · d5 біла тура · e5 чорний пішак · b4 білий король · e4 чорний пішак | b6 чорний кінь · c6 білий кінь · e6 чорний король · d5 біла тура · e5 чорний пішак · b4 білий король · e4 чорний пішак | b6 чорний кінь · c6 білий кінь · e6 чорний король · d5 біла тура · e5 чорний пішак · b4 білий король · e4 чорний пішак | 4 |
| 3 | b6 чорний кінь · c6 білий кінь · e6 чорний король · d5 біла тура · e5 чорний пішак · b4 білий король · e4 чорний пішак | b6 чорний кінь · c6 білий кінь · e6 чорний король · d5 біла тура · e5 чорний пішак · b4 білий король · e4 чорний пішак | b6 чорний кінь · c6 білий кінь · e6 чорний король · d5 біла тура · e5 чорний пішак · b4 білий король · e4 чорний пішак | b6 чорний кінь · c6 білий кінь · e6 чорний король · d5 біла тура · e5 чорний пішак · b4 білий король · e4 чорний пішак | b6 чорний кінь · c6 білий кінь · e6 чорний король · d5 біла тура · e5 чорний пішак · b4 білий король · e4 чорний пішак | b6 чорний кінь · c6 білий кінь · e6 чорний король · d5 біла тура · e5 чорний пішак · b4 білий король · e4 чорний пішак | b6 чорний кінь · c6 білий кінь · e6 чорний король · d5 біла тура · e5 чорний пішак · b4 білий король · e4 чорний пішак | b6 чорний кінь · c6 білий кінь · e6 чорний король · d5 біла тура · e5 чорний пішак · b4 білий король · e4 чорний пішак | 3 |
| 2 | b6 чорний кінь · c6 білий кінь · e6 чорний король · d5 біла тура · e5 чорний пішак · b4 білий король · e4 чорний пішак | b6 чорний кінь · c6 білий кінь · e6 чорний король · d5 біла тура · e5 чорний пішак · b4 білий король · e4 чорний пішак | b6 чорний кінь · c6 білий кінь · e6 чорний король · d5 біла тура · e5 чорний пішак · b4 білий король · e4 чорний пішак | b6 чорний кінь · c6 білий кінь · e6 чорний король · d5 біла тура · e5 чорний пішак · b4 білий король · e4 чорний пішак | b6 чорний кінь · c6 білий кінь · e6 чорний король · d5 біла тура · e5 чорний пішак · b4 білий король · e4 чорний пішак | b6 чорний кінь · c6 білий кінь · e6 чорний король · d5 біла тура · e5 чорний пішак · b4 білий король · e4 чорний пішак | b6 чорний кінь · c6 білий кінь · e6 чорний король · d5 біла тура · e5 чорний пішак · b4 білий король · e4 чорний пішак | b6 чорний кінь · c6 білий кінь · e6 чорний король · d5 біла тура · e5 чорний пішак · b4 білий король · e4 чорний пішак | 2 |
| 1 | b6 чорний кінь · c6 білий кінь · e6 чорний король · d5 біла тура · e5 чорний пішак · b4 білий король · e4 чорний пішак | b6 чорний кінь · c6 білий кінь · e6 чорний король · d5 біла тура · e5 чорний пішак · b4 білий король · e4 чорний пішак | b6 чорний кінь · c6 білий кінь · e6 чорний король · d5 біла тура · e5 чорний пішак · b4 білий король · e4 чорний пішак | b6 чорний кінь · c6 білий кінь · e6 чорний король · d5 біла тура · e5 чорний пішак · b4 білий король · e4 чорний пішак | b6 чорний кінь · c6 білий кінь · e6 чорний король · d5 біла тура · e5 чорний пішак · b4 білий король · e4 чорний пішак | b6 чорний кінь · c6 білий кінь · e6 чорний король · d5 біла тура · e5 чорний пішак · b4 білий король · e4 чорний пішак | b6 чорний кінь · c6 білий кінь · e6 чорний король · d5 біла тура · e5 чорний пішак · b4 білий король · e4 чорний пішак | b6 чорний кінь · c6 білий кінь · e6 чорний король · d5 біла тура · e5 чорний пішак · b4 білий король · e4 чорний пішак | 1 |
|   | a | b | c | d | e | f | g | h |   |